# Заячье (Новосибирская область)
Заячье — упразднённое село в Чистоозёрном районе Новосибирской области. Входило в состав Новокулындинского сельсовета. Ликвидировано в 2006 г.